# Josep Maria Gimeno
Josep María Gimeno (nacido en Barcelona el 31 de mayo de 1958) es un actor español.

## Biografía

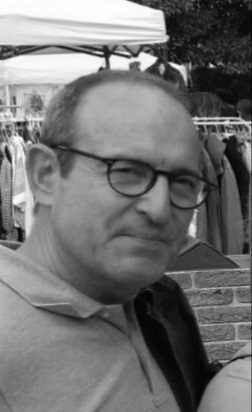
Josep Maria Gimeno, 2017

Licenciado en Interpretación (Instituto del Teatro de Barcelona) y Postgrado en Educación Musical (UAB), ha trabajado de actor en el teatro y en la televisión con destacados directores:  Vicente A. Escribà (Última hora), María Luisa Oliveda (Misterio bufo), Lluís Pascual (Eduard II), Josep Montanyés (Home amb Blues), Joan Bas (Nocturn en blanc i negre, Dick Withington), Roger Justafré (L'aprenent de cuiner, Vacances de mort), Jordi Mesalles (El despertar de la primavera), Antoni Chic (Coses de la providència), Miquel Obiols (Planeta imaginario, El bigote de Babel), Ferran Rañé (Catch), Ángel Biescas (Bojos pel Ball), Jaume Blanc (Curro Faenas), Joan Riedweg (El vendedor de Laboratorios Almirall), Miquel Alcarria (Promos TVE), Pere Planella (Mort accidental d'un anarquista), Paco Mir (La Generala, Los sobrinos del Capitán Grant, Lo mejor que le puede pasar a un cruasán, Spamalot, Políticamente incorrecto), Teresa Vilardell (Informe Lugano), Cristina Raventós (Un conte de Nadal, el musical), Luis Olmos (La tabernera del puerto), Joan Lluís Bozzo (El Mikado, Boscos Endins), José Luis Moreno (Escenas de matrimonio 2, interpretando a Blas, el novio de Marina (Soledad Mallol) y Alexander Herold (Un jeta, dos jefes).. 
Fue vocalista de las formaciones: Orquesta Atlàntida, Orquesta Costa Brava, Standard Big Band, Orquesta del Programa de TV3 Bojos pel Ball, Orquesta Galana y Entresol. 
Ha protagonizado diversos espots publicitarios para televisión. 
Hasta el año 2024 impartió un Taller Teatral (TATE) en centros penitenciarios del Departamento de Justicia de la Generalidad de Cataluña. 
También canta con su formación EntreSol i Fa junto con el pianista Xavi Jorba, y ambos colaboran en los conciertos de Pianos Vius, en residencias y hospitales.